# Aedes cunabulanus
Aedes cunabulanus är en tvåvingeart som beskrevs av Edwards 1924. Aedes cunabulanus ingår i släktet Aedes och familjen stickmyggor. Inga underarter finns listade i Catalogue of Life.